# گریت لیورمییر
گریت لیورمییر (به انگلیسی: Great Livermere) یک روستا و محله مدنی در بریتانیا است که در St Edmundsbury واقع شده‌است. گریت لیورمییر ۲۲۶ نفر جمعیت دارد.